# 北島驥子雄
北島 驥子雄（きたじま きねお、1888年（明治21年）7月31日 - 1975年（昭和50年）2月22日）は、日本陸軍の軍人。最終階級は陸軍中将。重砲兵の第一人者。旧姓・早尾。

## 経歴
栃木県出身。早尾海雄の五男として生れ、北島庚吉の養子となる。陸軍中央幼年学校予科、同校本科を経て、1908年（明治41年）5月、陸軍士官学校（20期）を卒業。同年12月、砲兵少尉に任官し重砲兵第2連隊付となった。1914年（大正3年）8月、攻城砲兵司令部副官として青島の戦いに従軍した。
1915年（大正4年）8月、陸軍重砲兵射撃学校（のち陸軍重砲兵学校と改称）教官となり、重砲兵第2連隊中隊長、陸軍省軍務局課員（砲兵課）、欧米出張、野戦重砲兵第7連隊付などを経て、1925年（大正14年）5月、二度目の重砲兵学校教官となった。
1928年（昭和3年）8月、陸軍技術本部付となり、砲兵監部員、三度目の重砲兵学校教官、旅順重砲兵大隊長、野戦重砲兵第7連隊長などを経て、1937年（昭和12年）12月、第1砲兵司令官となった。1938年（昭和13年）2月、陸軍野戦砲兵学校幹事となり、同年7月、陸軍少将に進級した。
1938年12月、野戦重砲兵第5旅団長となり日中戦争に従軍。1939年（昭和14年）8月、舞鶴要塞司令官、1940年（昭和15年）7月、第1砲兵司令官となり、翌年3月、陸軍中将に昇進した。太平洋戦争では、その専門性を買われ、重砲兵第1連隊を基幹とする第1砲兵隊司令官として香港、フィリピンを転戦してその攻略に貢献し、その後満州に移動した。
1944年（昭和19年）3月、予備役に編入されたが、翌月に召集され高雄要塞司令官を務めた後、1945年（昭和20年）2月に台湾軍管区司令部附を経て、3月に最後の重砲兵学校長となり同校で四度目の務めを果たした。同年9月に召集解除となった。
1947年（昭和22年）11月28日、公職追放仮指定を受けた。

## 栄典
- 1909年（明治42年）3月1日 - 正八位[7]
- 1912年（明治45年）3月1日 - 従七位[8]
- 1917年（大正6年）3月20日 - 正七位[9]
- 1922年（大正11年）4月20日 - 従六位[10]
- 1927年（昭和2年）5月16日 - 正六位[11]
- 1937年（昭和12年）7月1日 - 正五位
- 1941年（昭和16年）4月1日 - 従四位